# جوزيف وارن ستيلويل جونيور
جوزيف وارن ستيلويل جونيور (بالإنجليزية: Joseph Warren Stilwell, Jr.)‏ هو عسكري أمريكي، ولد في 6 مارس 1912 في نيويورك في الولايات المتحدة، وتوفي في 25 يوليو 1966 في المحيط الهادئ.